# Edward Pemberton Leach
Sir Edward Pemberton Leach, VC, KCB, KCVO (* 2. April 1847 in Londonderry, County Londonderry, Nordirland; † 26. April 1913 in Cadenabbia, Griante, Provinz Como, Lombardei, Italien) war ein britischer Offizier und zuletzt General der British Army. Für seine militärischen Verdienste und seine Tapferkeit im Zweiten Anglo-Afghanischen Krieg wurde er am 9. Dezember 1879 mit dem Victoria-Kreuz (VC) ausgezeichnet, die höchste Kriegsauszeichnung der Streitkräfte des Vereinigten Königreichs.

## Leben
Edward Pemberton Leach war der Sohn von Oberstleutnant Sir George Archibald Leach, KCB, und dessen Ehefrau Emily Leigh Pemberton. Seine Schwester Helen Pemberton Leach war die Ehefrau von Joseph Savory, der von 1890 bis 1891 Lord Mayor of London sowie zwischen 1892 und 1900 Abgeordneter des Unterhauses (House of Commons) war und 1891 zum 1. Baronet Savory, of Buckhurst Park, erhoben wurde. Sein Bruder Reginald Pemberton Leach diente als Oberst in der Royal Field Artillery. Er selbst absolvierte nach dem Besuch der Highgate School eine Offiziersausbildung und trat 1866 als Leutnant (Second Lieutenant) in das Ingenieurkorps (Royal Engineers) ein. Unter dem Kommando der Generäle Charles Henry Brownlow und George Bourchier nahm er von 1871 bis 1872 an der sogenannten „Lushai-Expedition“ der Britisch-Indischen Armee teil. Nach verschiedenen Verwendungen nahm er als Hauptmann (Captain) der Bengal Sappers and Engineers am Zweiten Anglo-Afghanischen Krieg teil und wurde für einen Einsatz am 17. März 1879 am 9. Dezember 1879 mit dem Victoria-Kreuz (VC) ausgezeichnet, die höchste Kriegsauszeichnung der Streitkräfte des Vereinigten Königreichs. In der Ehrung in der London Gazette hieß es:
„Dafür, dass er sich am 17. März 1879 im Einsatz gegen die Shinwaris in der Nähe von Maidanah, Afghanistan, bei der Berichterstattung über den Rückzug der Rettungseskorte für den tödlich verwundeten Lieutenant Barclay von den „45th Sikhs“, mit äußerster Tapferkeit im Angriff gegen die Männer der „45th Sikhs“ gegen eine sehr viel größere Zahl an Feinden gezeigt hatte. Bei dieser Begegnung tötete Hauptmann Leach selbst zwei oder drei der Feinde und erlitt eine schwere Wunde von einem afghanischen Messer am linken Arm. Hauptmann Leachs Entschlossenheit und Tapferkeit in dieser Angelegenheit, den Feind anzugreifen und von der letzten Position zurückzudrängen, rettete die ganze Gruppe vor der Vernichtung.“
In den folgenden Jahren fand Leach zahlreiche weitere Verwendungen als Offizier und Stabsoffizier und wurde 1885 während des Mahdi-Aufstandes für seine Verdienste im Einsatz in Sawakin im Sudan Companion des militärischen Zweiges des Order of the Bath (CB (Mil)). Im April 1900 wurde er als Generalmajor (Major-General) Kommandeur des Militärdistrikts Belfast (General Officer Commanding, Belfast District) und verblieb auf diesem Posten bis 1903. Zugleich war er von April 1902 bis April 1905 Kommandeur der 9. Division (9th Division), die zu dieser Zeit zum Heereskommando Irland (Irish Command) gehörte. 1903 wurde er zudem Commander des Royal Victorian Order (CVO).
Zuletzt wurde Leach als Generalleutnant (Lieutenant-General) im November 1905 Nachfolger von Generalleutnant Sir Charles Tucker als Oberkommandierender des Heereskommandos Schottland (General Officer Commanding-in-Chief, Scottish Command) und verblieb in dieser Position bis Dezember 1909, woraufhin Generalleutnant Sir Bruce Hamilton folgte. Er wurde am 6. Oktober 1906 zum Knight Commander des Royal Victorian Order (KCVO) geschlagen, so dass er fortan den Namenszusatz „Sir“ führte, und wurde am 25. Juni 1909 zudem zum Knight Grand Cross des militärischen Zweiges des Orders of the Bath (GCB (Mil)) ernannt. 1912 trat er in den Ruhestand und wurde zugleich noch zum General befördert. 1883 heiratete er Elizabeth Mary Bazley, Tochter von Sir Thomas Sebastian Bazley, 2. Baronet, und dessen Elizabeth Gardner. Aus dieser Ehe ging die Ornithologin Elsie P. Leach (1888–1968) hervor, die unter anderem 1954 mit der Bernard Tucker Medal des British Trust for Ornithology (BTO) ausgezeichnet wurde. Nach seinem Tode wurde er auf dem Friedhof der Grienze-Kirche in Cadenabbia beigesetzt.